# Katalogue 1991–2011
Katalogue 1991–2011 er et opsamlingsalbum fra det danske rockband Kashmir, der udkom den 11. november 2011 i anledningen af bandets 20 års jubilæum. Albummet består af sange fra bandets seks studiealbum fra perioden 1994 til 2010, liveoptagelser og ep'er, samt de to tidligere ikke-udgivne numre, "Electrified Love" og "Evermore". "Electrified Love" udkom som single den 31. oktober 2011. Sangen blev oprindeligt indspillet til Trespassers-albummet fra 2010, men kom ikke med på den endelige udgivelse, da bandet ikke følte sangen passede ind. Katalogue 1991–2011 debuterede som #7 på hitlisten, med 1056 solgte eksemplarer efter tre dages salg. I december 2011 modtog albummet guld for 10.000 solgte eksemplarer.
Om dobbeltalbummet udtalte forsanger Kasper Eistrup, "Vi føler, at vi nu har et katalog, som er så ekspansivt, at vi kan tillade os at lave en kompilering. Så vi har alle sammen sat os ned og hørt det hele igennem, og vi har brugt en masse tid på at diskutere, hvad der var vigtigt at få med. Vi har forsøgt at skabe et harmonisk forløb, som samtidig viser de forskellige facetter og guider lytteren. For vi har været mange steder igennem vores karriere."

## Spor
Alle sange er skrevet af Kasper Eistrup, undtagen hvor noteret.
| 1.  | "Electrified Love"                                           |                                                      | 4:34 |
| 2.  | "Still Boy"                                                  | Trespassers                                          | 5:12 |
| 3.  | "Mouthful of Wasps" (Kasper Eistrup, Henrik Lindstrand)      | Trespassers                                          | 5:16 |
| 4.  | "Bewildered in the City" (Kasper Eistrup, Henrik Lindstrand) | Trespassers                                          | 6:28 |
| 5.  | "Pursuit of Misery"                                          | Trespassers                                          | 4:07 |
| 6.  | "Break of the Avalanche (Studio Outtake)"                    | iTunes Store bonus spor fra Trespassers              | 6:45 |
| 7.  | "Splittet til atomer"                                        | indspillet til Det Elektriske Barometer på P3 i 2009 | 2:54 |
| 8.  | "The Cynic"                                                  | No Balance Palace                                    | 4:22 |
| 9.  | "Kalifornia"                                                 | No Balance Palace                                    | 5:22 |
| 10. | "The Curse of Being a Girl"                                  | No Balance Palace                                    | 3:39 |
| 11. | "She's Made of Chalk" (Kasper Eistrup, Henrik Lindstrand)    | No Balance Palace                                    | 5:05 |
| 12. | "Supergirl (Dimonstrations Skizze)"                          | bonus spor fra japansk udgave af No Balance Palace   | 3:57 |
| 13. | "Rocket Brothers" (Kasper Eistrup, Mads Tunebjerg)           | Zitilites                                            | 5:26 |
| 14. | "The Aftermath"                                              | Zitilites                                            | 4:22 |
| 15. | "Cellophane"                                                 | The Aftermath                                        | 5:17 |
| 16. | "Surfing the Warm Industry"                                  | Zitilites                                            | 4:26 |

| 1.  | "In the Sand"                                                      | Zitilites                                                                                     | 3:13 |
| 2.  | "Evermore"                                                         | Tidligere uudgivet                                                                            | 5:40 |
| 3.  | "Graceland"                                                        | The Good Life                                                                                 | 4:47 |
| 4.  | "Make It Grand"                                                    | The Good Life                                                                                 | 4:34 |
| 5.  | "Miss You" (Kasper Eistrup, Mads Tunebjerg)                        | The Good Life                                                                                 | 4:36 |
| 6.  | "Mom in Love, Daddy in Space"                                      | The Good Life                                                                                 | 4:33 |
| 7.  | "Lampshade"                                                        | The Good Life                                                                                 | 6:04 |
| 8.  | "Little & the Vast" (Kasper Eistrup, Asger Techau, Mads Tunebjerg) | fra Gå ikke over sporet; udgivet med jubilæumsudgave af Ud & Se i 1997                        | 4:17 |
| 9.  | "Vote 4 Dick Taid"                                                 | Cruzential                                                                                    | 4:25 |
| 10. | "Bring Back Superman"                                              | Cruzential                                                                                    | 4:01 |
| 11. | "Gloom"                                                            | fra genudgivelsen af Cruzential                                                               | 4:01 |
| 12. | "Leather Crane" (Kasper Eistrup, Mads Tunebjerg)                   | Travelogue                                                                                    | 5:31 |
| 13. | "Rose" (Kasper Eistrup, Mads Tunebjerg)                            | Travelogue                                                                                    | 5:03 |
| 14. | "The Story of Jamie Fame Flame"                                    | Travelogue                                                                                    | 3:23 |
| 15. | "Art of Me" (Kasper Eistrup, Asger Techau)                         | Travelogue                                                                                    | 4:58 |
| 16. | "Child of a Distant Cult (Live fra DM I Rock, Montmartre '93)"     | Tidligere uudgivet live-optagelse. Studie-version først udgivet på demo-båndet Cabaret i 1992 | 4:31 |